# (53159) Mysliveček
(53159) Mysliveček – planetoida z pasa głównego asteroid okrążająca Słońce w ciągu 3 lat i 268 dni w średniej odległości 2,41 j.a. Została odkryta 10 lutego 1999 roku przez Petra Praveca w obserwatorium astronomicznym w Ondřejovie. Nazwa planetoidy pochodzi od Josefa Myslivečka (1737–1781), czeskiego kompozytora. Przed jej nadaniem planetoida nosiła oznaczenie tymczasowe (53159) 1999 CN3.